# 夏威夷跳棋
夏威夷跳棋（Konane），是流行於夏威夷的兩人棋類，是種古老的跳棋遊戲。

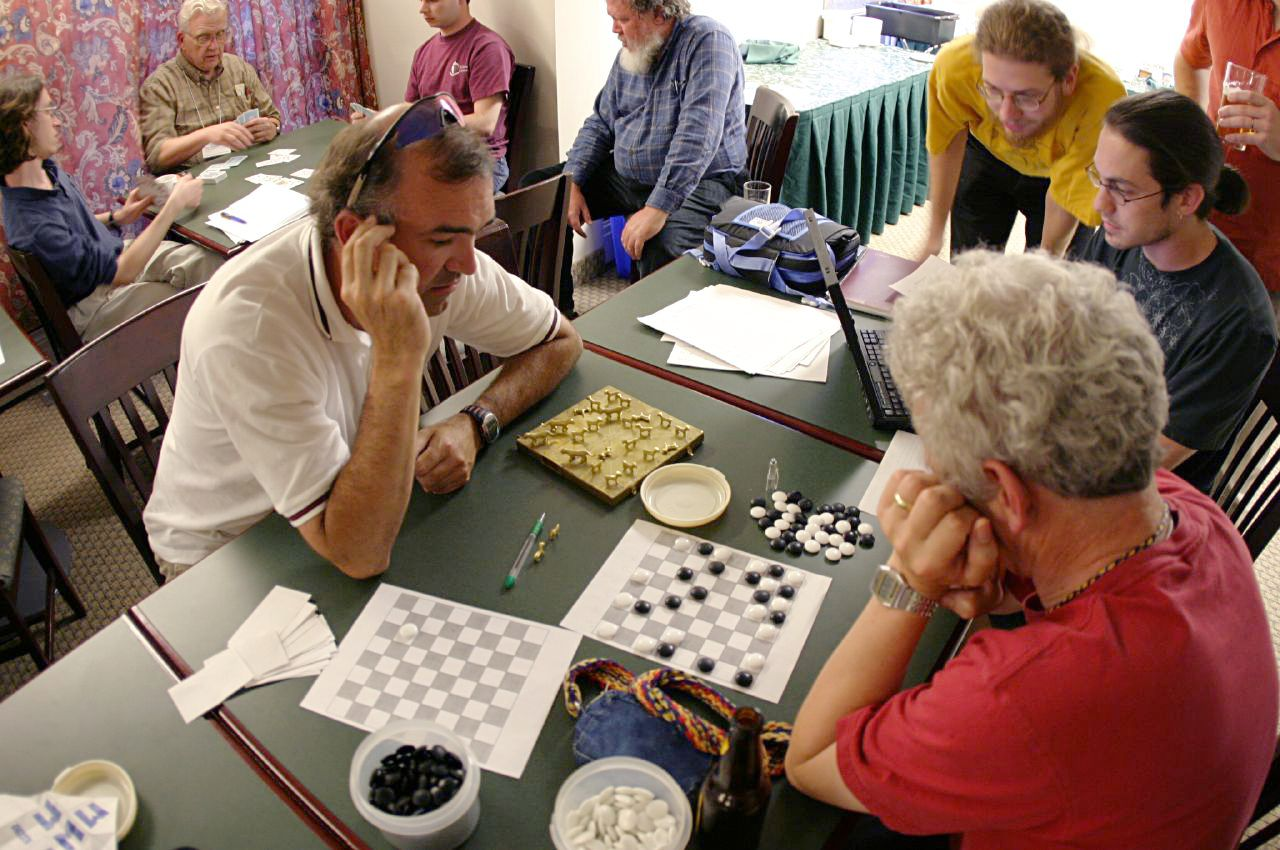
兩人在對弈夏威夷跳棋

## 棋具
- 棋盤通常為正方形，格數不一定[2]。

- 各以兩色棋子區分敵我，每方棋子數為棋格數的一半。

## 棋規
- 雙方將棋子交錯全放在棋盤空格。之後，雙方任選一枚己棋移出棋盤，方使行棋。

- 每回合玩家的行棋需跳吃，也就是一枚己棋需以橫或直方向，跳過一枚鄰邊格的敵棋到同方向的緊連空格，然後把被跳過的敵棋移出棋盤。若己棋新的位置亦可以跳吃同方向鄰邊格的敵棋，則可再吃，直到無法再吃為止。

- 輪到回合時若無法跳吃，該玩家輸掉遊戲。[3]

## 外部連結
- 遊戲介紹 （页面存档备份，存于）
- 遊戲下載